# 104.6 RTL

Logo bis 26. Juni 2023

104.6 RTL ist ein privater Hörfunksender für Berlin und Brandenburg. Laut der Media-Analyse (ma 2025 Audio I) erreicht das Programm in einer durchschnittlichen Sendestunde 94.000 Hörer (Mo–Fr, 6–18 Uhr).

## Programm
104.6 RTL positioniert sich als „Berlins und Brandenburgs Hitradio“ und möchte damit insbesondere Hörer zwischen 14 und 49 Jahren ansprechen.
Die bekannteste und älteste Sendung von 104.6 RTL ist die Morningshow „Arno und die Morgencrew“. Die Sendung hat im Gegensatz zum restlichen Programm einen vergleichsweise hohen Wortanteil, der überwiegend aus Comedy-Inhalten besteht. Außerdem kommen Nachrichten dazu, die halbstündlich gesendet werden. Verkehrsreport und Wetterbericht werden morgens alle 15 Minuten neu ausgestrahlt. Die Frühsendung wird seit dem Sendestart von Arno Müller moderiert, der gleichzeitig auch Programmdirektor des Senders ist. 2014 und 2016 wurde „Arno und die Morgencrew“ mit dem Deutschen Radiopreis als beste Morgensendung Deutschlands ausgezeichnet.
Der Rest des Tagesprogramms ist stark musiklastig und wird für kurze Moderationen, Veranstaltungstipps sowie Werbung unterbrochen. Die Nachrichten werden stündlich mit anschließenden Verkehrs- und Wetterinformationen um 10 Minuten vor der vollen Stunde ausgestrahlt. An Werktagen erfolgt der Verkehrsreport nachmittags halbstündlich.

## Geschichte
Das Programm wird seit dem 9. September 1991 ausgestrahlt. Vorbild für 104.6 RTL war dabei der Radiosender 102.7 KIIS-FM in Los Angeles, von dem beim Sendestart sogar die Bauweise des Sendestudios, ebenso wie zahlreiche Programmelemente, adaptiert worden waren.
Seit 1997 veranstaltet 104.6 RTL einmal im Jahr mit „Stars For Free“ eines der größten kostenlosen Open-Air-Festivals in der Parkbühne Wuhlheide.

## Mitarbeiter
Stationvoice
- Weibliche Stationvoice: Juliane Rasche
- Männliche Stationvoice: Patrick Linke

Moderatoren
Arno Müller, Julia Porath, Juliane Rasche, Chris Hartmann, Verena Runne, Simon Kober, Eileen Osei, Tiemo Reim und Janine Strehlau.

## Standort
104.6 RTL sendet aus dem RTL Audio Center Berlin, welches Ende 2020 eröffnet wurde und zu den modernsten Audio-Standorten Europas zählt. Die dazu gehörenden Sendestudios befinden sich im FÜRST am Kurfürstendamm in Berlin-Charlottenburg. Zum Sendegebiet gehören die Bundesländer Berlin und Brandenburg.

## Frequenzen
- UKW Berlin: 104,6 MHz
- UKW Elsterwerda: 89,5 MHz
- UKW Frankfurt/Oder: 98,0 MHz
- UKW Finsterwalde: 88,0 MHz
- Kabel Berlin 104,05 MHz
- DAB+ Berlin / Süd-Ost Brandenburg: 12D

Im Januar 2014 wurde die Verbreitung über DVB-T in Berlin beendet.